# Абу Исхак ал-Сахили
Абу Исхак ал-Сахили (арапски: ابو اسحاق الساحلي, романизовано: Абу Исхак ал-Сахили; око 1290– 15. октобар 1346) је био песник и правник који је постао омиљени члан двора Цара Манса Мусе.

## Биографија
Рођен је 1290 године у Гранади, Андалузија. Пуно име му је било Абу Ишак Ибрахим ибн Мухамед ибн Ибрахим ал-Сахили ал-Аншари ал-Гхарнати 
Он је најпознатији од научника из ширег муслиманског света који су емигрирали у Мали након ходочашћа Мансе Мусе. 
Умро је средином октобра 1346. године у Тимбукту.

## Европска мишљења
Многи европски текстови помињу ал-Сахилија као архитекту и приписују му велике иновације у западноафричкој архитектури. Међутим, његов допринос западноафричкој архитектури био је минималан. Његов једини познати архитектонски пројекат била је изградња дворане за публику Манса Мусе, којој је његов допринос можда био више организациони и уметнички него архитектонски.
Француски колонијални званичник и научник Морис Делафос сматрао је ал-Сахилија творцем онога што је назвао суданским архитектонским стилом, за који је сматрао да се заснива на архитектури Магреба.
Верује се да је и он направио џамију у граду Гао и Џингереберову џамију.